# Lasiostega siderina
Lasiostega siderina är en fjärilsart som beskrevs av Edward Meyrick 1932. Lasiostega siderina ingår i släktet Lasiostega och familjen skärmmalar. Inga underarter finns listade i Catalogue of Life.